# Chaos UK
Chaos UK (andere Schreibweise Chaos U.K.) ist eine britische Hardcore-Punk-Band, die 1979 in Portishead gegründet wurde. Sie zählt zu den einflussreichsten Bands des Hardcore Punk.

## Geschichte
Gegründet wurde Chaos UK 1979 von Sänger Simon, Gitarrist Andy, Bassist Kaos und Schlagzeuger Potts. Nach einem in dieser Besetzung 1981 aufgenommenen Demo nahm Riot City Records die Band unter Vertrag und veröffentlichte 1982 die Singles Burning Britain (Platz 8 der UK Indie Charts) und Loud Political & Uncompromising (Platz 27 der UK Indie Charts). Wenig später verließen Sänger Simon und Schlagzeuger Spots die Band, Bassist Kaos wechselt in die Position des Sängers, Nige wurde neuer Bassist und Spot neuer Schlagzeuger. 1983 erschien das selbstbetitelte Debütalbum bei Riot City Records, das Platz 16 der UK Indie Charts erreichte.
Erneut wechselte die Besetzung, bis auf Kaos verließen alle Mitglieder die Band. In der neuen Besetzung Mower (Gesang), Gabba (E-Gitarre), Kaos (E-Bass) und Chuck (Schlagzeug) erschien 1984 bei Children of the Revolution die Single Short Sharp Shock. Gemeinsam mit Extreme Noise Terror erschien 1986 das Split-Album Earslaughter bei Manic Ears Records. Danach pausierte die Band bis 1989 ohne Angabe von Gründen. Mit Beki als neuem Bassisten und Kaos wieder als Sänger veröffentlichte Chaos UK beim bandeigenen Label Slap Up das Album Chipping Sodbury Bonfire Tapes und zwischen 1989 und 1991 zahlreiche Singles bei kleinen Independent-Labels, bis 1991 das nächste Album Total Chaos bei Anagram erschien. Ebenfalls 1991 erschien das Livealbum Chaos in Japan.
Mittlerweile war mit Vic (ex-Reagan Youth) ein zweiter Gitarrist in die Band aufgenommen worden und Devilman hatte Chuck am Schlagzeug ersetzt. Das nächste Album Floggin’ the Corpse erschien 1996, danach verließen bis auf Sänger Kaos und Gitarrist Gabba alle Mitglieder Chaos UK, neuer Bassist wurde J und neuer Schlagzeuger Phil Thudd. Es folgten ein Vertrag bei Century Media und bis 2000 drei weitere Studioalben. Die bislang letzte Veröffentlichung war 2006 eine Split-Single mit FUK.
Der ehemalige Sänger Simon Greenham starb 2025 in Kanada bei einem Verkehrsunfall.

## Diskografie (Auswahl)
- 1982: Burning Britain (EP, Riot City)
- 1983: Chaos U.K. (Riot City)
- 1984: The Singles (EP, Riot City)
- 1984: Short Sharp Shock (12", Children of the Revolution)
- 1986: Earslaughter (Split mit Extreme Noise Terror, Manic Ears)
- 1989: Chipping Sodbury Bonfire Tapes (Slap Up)
- 1991: Total Chaos (Anagram)
- 1991: Chaos in Japan
- 1993: One Hundred Percent Two Fingers in the Air Punk Rock (Century Media)
- 1996: King for a Day (Discipline)
- 1996: Floggin’ the Corpse (Anagram)
- 1997: The Morning After the Night Before (Anagram)
- 1999: Heard It Seen It Done It (Discipline)
- 1999: Total Chaos (Best-of, Anagram)
- 2000: Kanpai (Discipline)